# Acrobacias del corazón
Acrobacias del corazón es una película Argentina, la primera dirigida por Teresa Costantini. El guion pertenecea a la directora y fue estrenada en el 13 de abril de 2000.

## Sinopsis
Marisa, directora de cine, se dispone a filmar su próxima película. Se separa de su actual marido, Rafael y va en busca de Juan, su anterior marido para enterarse de que éste está esperando un hijo con otra mujer. Marisa elige a Damián, un adicto a las drogas para protagonizar su película. Dentro y fuera del set los personajes deben vencer obstáculos y librar sus batallas consigo mismos. Entre equilibrios y acrobacias sólo se trata de vivir. El filme
habla de círculos íntimos tan fuertes que ni quebrándose pueden romperse. Del dolor y la debilidad. Y de sus antídotos el amor y la amistad. De cómo un creador no puede separarse de su vida ni de lo humano.

## Reparto
| Actor              | Personaje  |
| ------------------ | ---------- |
| Teresa Costantini  | Marisa     |
| Virginia Innocenti | Lola       |
| Cecilia Dopazo     | Lucía      |
| Juan Pablo Gómez   | Damián     |
| Gabriel Goity      | Jorge      |
| Alejandro Awada    | Rafael     |
| Ernesto Claudio    | Juan       |
| Silvia Baylé       | María      |
| Antonio Grimau     | Emilio     |
| Gerardo Hochman    | Coreógrafo |

## Comentario
Manrupe y Portela opinan:

"...una mirada decididamente femenina de las relaciones entre hombres y mujeres de cierta burguesía intelectual, aunque en esos encuentros y desencuentros entre maridos, esposas, exmaridos y exesposas hay un relato simplista que por momentos lleva a la obra al borde del naif. Un intento de fusión entre equilibrismo circense y cine.